# Franklin Mountains
Franklin Mountains är en bergskedja i Kanada.   Den ligger i territoriet Northwest Territories, i den centrala delen av landet, 3 600 km nordväst om huvudstaden Ottawa.
Franklin Mountains sträcker sig 113 km i nord-sydlig riktning. Den högsta punkten är 1 463 meter över havet.
Topografiskt ingår följande toppar i Franklin Mountains:
- McConnell Range
- Mount Clark
- Pedaytayshe Mountain
- Twin Peaks

Omgivningarna runt Franklin Mountains är i huvudsak ett öppet busklandskap. Trakten runt Franklin Mountains är nära nog obefolkad, med mindre än två invånare per kvadratkilometer.